# Club Sportivo Iteño
El Club Sportivo Iteño es un equipo de fútbol de Paraguay con sede en la ciudad de Itá, en Departamento Central. El club fue fundado el 1 de junio de 1924 y milita en la Primera División C de la cuarta división. Sus partidos de local los disputa en el Estadio Salvador Morga que tiene una capacidad de aproximadamente de 4500 personas.

## Historia
El club fue fundado el 1 de junio de 1924 en Itá.
El 8 de febrero de 1948 fue uno de los fundadores de la Liga Regional Central de Deportes, en un acto realizado en su misma ciudad de Itá, también con clubes de Itauguá, Yaguarón y Guarambaré.
Por mucho tiempo se erigió como uno de los protagonistas de su Liga, en donde disputaba el clásico de su ciudad con el Club Olimpia de Itá.

### Ingreso a la APF
Fue el primer club fuera de la Gran Asunción en ser incorporado a una división de la Asociación Paraguaya de Fútbol, cuando se lo admitió en 1981 (o 1983) en la Segunda de Ascenso o Tercera, procedente de una liga regional del interior del país, en concreto del Departamento Central.
Muy pronto el club salió campeón de la división, en 1985, y ascendió a la Segunda (en ese entonces conocida como Primera de Ascenso).
El año en que estuvo más cerca de subir a Primera División fue el de 1998, cuando llegó a la final y cayó en penales ante Resistencia. En 2002, a su vez, llegó a las semifinales y perdió ante Presidente Hayes.
En 2012 acabó penúltimo y perdió la categoría, luego de haber sido desde 1997 el único club en disputar todos los campeonatos de la División Intermedia.

## Jugadores

### Plantilla 2015
- Actualizada el 18 de enero de 2015.

## Jugadores destacados
Del club han salido varios reconocidos jugadores, tales como:
- Saturnino Arrúa Molinas
- Estanislao Struway
- Richard Ortiz
- Eugenio Samaniego[8]
- Luis Doldán[9]
- Enrique Rambert Vera[10]

## Himno
El himno oficial del club fue creado por el músico y poeta iteño Cleto Bordón Villalba. El nombre de la canción es "Invicto Sportivo", fue grabado por el conjunto Los electrónicos disonantes y en la actualidad cuenta con una versión hecha por el Músico Darwin Bordón nieto del mismo.

## Palmarés

### Torneos nacionales
- Tercera División (1): 1985
  - Subcampeón (1): 2013
- Primera División C (1):  2024

### Torneos regionales
- Liga Central de Deportes: (14) 1950,1952,1953,1954,1956,1957,1958,1963,1973,1978,1979,1980,1981,1982[15]

### Torneos amistosos
- Copa Apani, clásico iteño (1): 2014[16]